# 斋藤博
斋藤博（日语：／ Saitō Hiroshi，1933年9月15日—2011年11月10日），东京都出身，日本前男子篮球运动员。

## 生平
斋藤博毕业于立教大学。先后代表日本参加1956年夏季奥运会和1960年夏季奥运会的男子篮球比赛。